# 赵本堂
赵本堂（1964年5月—），中华人民共和国外交官，曾任中华人民共和国驻委内瑞拉玻利瓦尔共和国特命全权大使，现任中华人民共和国驻葡萄牙共和国特命全权大使。

## 生平
1991年，赵本堂进入中华人民共和国外交部工作，先后在外交部西欧司、驻巴塞罗那总领事馆、外交部拉丁美洲和加勒比司任职。2006年，任驻西班牙大使馆参赞。2010年，任外交部拉丁美洲和加勒比司副司长。2015年7月，出任中华人民共和国驻委内瑞拉大使。2017年，任外交部拉丁美洲和加勒比司司长。2021年2月，出任中华人民共和国驻葡萄牙大使。

## 家庭
已婚，有一子。